# Parlamento francese (Ancien Régime)

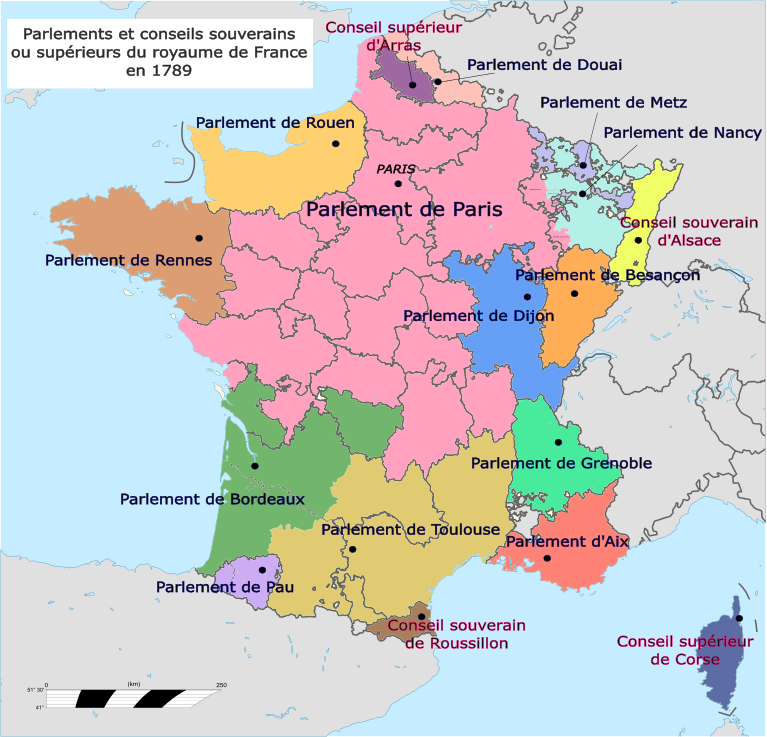
Giurisdizione dei parlamenti in rapporto alle antiche province francesi nel 1789, alla vigilia della rivoluzione

Un parlamento era una Corte sovrana – corte superiore a partire dal 1661 – sotto l'Ancien Régime. I parlamenti possedevano anche dei poteri politici ed  amministrativi. Essi esercitavano una parte della sovranità attraverso il diritto di rimostranza e il diritto di registrazione, per i quali ebbero facoltà di registrare tutte le leggi e le misure del monarca prima della loro applicazione, in piena autonomia reciproca e nei confronti del monarca.

## Compiti

### Compiti giudiziari
I parlamenti funzionavano come corti d'appello e di cassazione, sia in materia civile che penale, per i casi concernenti il terzo stato, ma anche come tribunale di giurisdizione speciale di prima istanza per le cause che coinvolgevano i membri della nobiltà francese.
Dopo l'ordinanza dell'11 marzo 1345 il parlamento comprese tre Camere: la Grand-chambre o Chambre des plaids,  la Chambre des enquêtes e la Chambre des requêtes

### Compiti legislativi
I parlamenti non ebbero un potere legislativo propriamente detto, cioè quello di emettere leggi nuove in materia penale o civile. Essi ne ebbero tuttavia due:
- Sintesi della giurisprudenza e della procedura. In quanto giurisdizione di ultima istanza (in questo senso erano dette "corti sovrane"), esse interpretavano lo stesso ruolo di unificazione del diritto delle nostre Corti di Cassazione, con in più la possibilità emettere, a camere riunite, dei "decreti di regolamento" che riprendevano sotto forma di articoli le soluzioni giurisprudenziali.
- Controllo di legalità, cioè la compatibilità delle ordinanze, editti e pronunciamenti del re con le leggi, i costumi e gli altri regolamenti vigenti. In effetti un parlamento doveva registrare gli editti e le ordinanze del re e le lettere-patenti, cioè trascriverle sul registro ufficiale affinché potessero divenire pubbliche. Le leggi così trascritte diventavano quindi applicabili ed opponibili ai terzi nella circoscrizione del relativo parlamento.

Ciononostante questa superiorità non era assoluta, poiché il re poteva sempre avocare a sé la giurisdizione cioè togliere ad un parlamento o ad una qualsiasi corte un caso e farlo giudicare definitivamente dal suo Consiglio del re. Era comunque una procedura molto rara.
In queste occasioni il parlamento aveva il diritto di rimostranza, cioè poteva emettere delle osservazioni sulla legalità nei testi che doveva registrare. Questo diritto aveva lo scopo di permettere ai parlamenti di verificare la concordanza dell'editto o dell'ordinanza con il diritto precedente, con i privilegi ed i costumi della provincia, ma anche con i principi generali del diritto. A poco a poco i parlamentari utilizzarono questo diritto per diventare un contro-potere di fronte a quello monarchico. In caso di rifiuto della registrazione, il re poteva indirizzare al parlamento degli "ordini di interinazione" e, in caso di rigetto dei medesimi, di imporre la sua decisione al parlamento presiedendo lui stesso un lit de justice. La decisione regale era quindi registrata con la dizione «per espressa disposizione del re».

## Personale
Questo sistema giudiziario funzionava con un proprio personale di funzionari, cioè di agenti amministrativi proprietari della carica, che formavano la cosiddetta noblesse de robe (nobiltà di toga), in contrapposizione alla noblesse d'epée (nobiltà di spada). Si distinguevano consiglieri e presidenti che si riunivano per i giudizi in camere diverse: la Grand-chambre per i casi più importanti, La Tournelle per i casi penali, la Chambre de la marée per le vertenze legate al commercio del pesce.
Il parlamento di Parigi comprendeva anche i pari di Francia fino alla fine del XII secolo.

## Storia

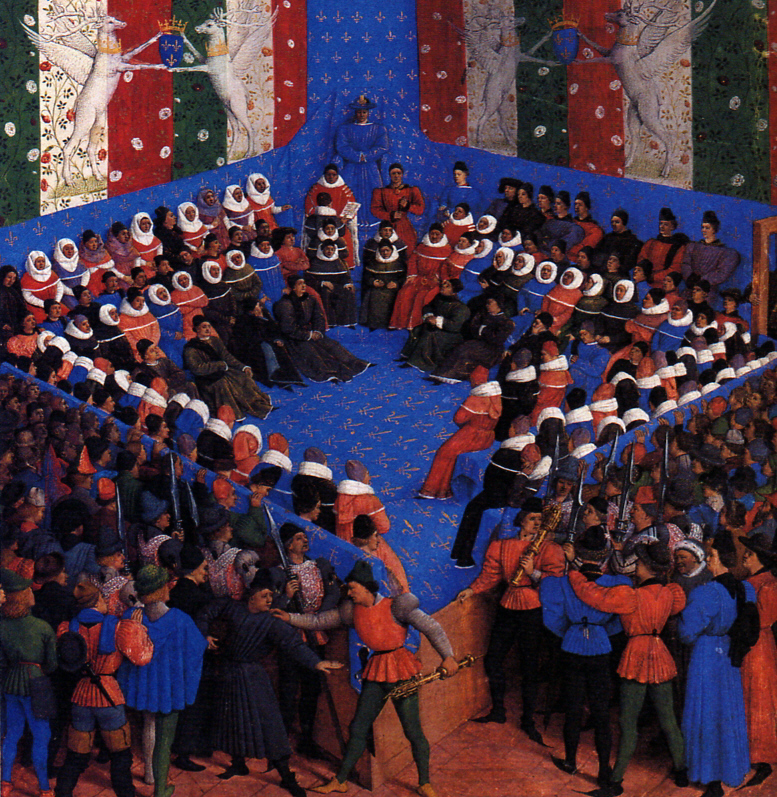
Lit de justice del re Carlo VII al parlamento di Parigi, nel 1450

All'inizio del Medioevo la Corte del re (Curia Regis) assisteva il re negli affari del regno. Ma lo sviluppo del potere regale rese necessaria la separazione della Curia Regis in tre organismi distinti: il Consiglio del Re, per la politica, la Camera dei conti, per i problemi finanziari, ed il Parlamento per l'amministrazione della giustizia. Questa fu l'origine del Parlamento di Parigi, nel XIII secolo, che ebbe giurisdizione sull'intero regno fino al XV secolo. I chierici ne furono esclusi nel 1319 e l'organizzazione definitiva avvenne con ordinanza dell'11 marzo 1345.
A partire dal 1422 furono creati nuovi parlamenti territoriali: quello di Tolosa, quello di Bordeaux e successivamente nei grandi feudi connessi al patrimonio della corona. In tutto, tredici parlamenti furono istituiti tra il XIII ed il XVIII secolo.
I parlamenti, ed in particolare quello di Parigi, costituirono sempre un appoggio al regno di fronte al papato in difesa della Chiesa gallicana. Durante le guerre di religione essi si opposero alla Riforma tridentina in Francia, poiché questa rafforzava il potere papale. Alla fine delle guerre di religione Enrico IV istituì parlamenti a lui fedeli (quello di Parigi ebbe il suo corrispondente fedele al re in Tours). Poco a poco i parlamentari passarono dall'uno all'altro.
I diritti di registrazione e di rimostranza consentirono ai parlamenti, e principalmente a quello di Parigi, di rivendicare un potere di controllo sulla monarchia.
Precisamente fu questo il caso della Fronda parlamentare fra il 1648 al 1652, quando il parlamento di Parigi rivendicò il diritto di controllare le finanze del regno, cercando così di ottenere le competenze del Parlamento inglese, una delle cui Camere, la Camera dei Comuni, era composta di membri eletti a differenza di quelli francesi, composti da funzionari le cui cariche erano ereditarie.
Nel 1673 Luigi XIV vietò ai parlamenti di effettuare qualsiasi rilievo prima della registrazione di un editto, il che mise il bavaglio ai parlamenti durante tutto il suo regno. I parlamenti risollevarono la testa dopo la sua morte, nel 1715, negoziando il loro diritto alla rimostranza con il reggente in nome di Luigi XV, principe Filippo II d'Orléans (1674-1723) al quale essi attribuirono, all'apertura del testamento del defunto re, i poteri che quest'ultimo, zio del reggente, aveva fortemente limitato.
All'epoca di Montesquieu, i parlamenti sono 13.
A partire dal 1750 i parlamenti bloccarono le riforme del potere regio, in particolare il principio di eguaglianza di fronte al fisco. La crisi che si verificò nel corso della Guerra dei Sette Anni mise in luce per prima l'attrito fra le contrastanti esigenze esistenti in Francia, quella assolutista di Luigi XV (che pretendeva prestazioni di opere gratuite e l'attenta osservanza della fiscalità regia, garantita dagli intendenti), e quella localista (espressa dalla strenua difesa nobiliare delle prerogative e dei privilegi riconquistati nel 1715). Il caso emerse nel Parlamento di Rennes dove fu palese lo scontro tra l'intendente regio, il marchese d'Aguillon, ed il presidente del Parlamento Louis Renè de la Chalotais, in seguito alla pretesa regia di imporre delle prestazioni d'opera gratuite, per la costruzione di una efficiente rete stradale che consentisse spostamenti più agili verso la Bretagna, lavoro per il quale il Parlamento reclamò il diritto di concedere la propria autorizzazione, privilegio che invece la corona si accingeva a violare. Ma Luigi XV era ormai deciso a limitare i poteri dei Parlamenti eliminandone l'ingerenza politica: nel 1770 il cancelliere de Maupeou, di recente nomina,  avocò la questione dell'intendente d'Aguillon e in una celebre séance royale (nella quale il re pronunciò il cosiddetto "discorso della flagellazione"), tenutasi nel Parlamento parigino il 3 marzo 1766, iniziò l'opera di demolizione dei poteri parlamentari. Con l'aiuto di Maupeou il sovrano Luigi XV tolse al Parlamento di Parigi e a quelli delle province le loro attribuzioni sulle affaires d'État e divise le funzioni puramente giudiziarie (giustizia contenziosa) fra cinque Consigli superiori. 
Tuttavia, nel 1774 Luigi XVI, dietro consiglio di Maurepas, di Miromesnil e di Turgot decise di richiamare i parlamenti nominando un nuovo guardasigilli Lamoignon. Luigi XVI fece da allora sempre marcia indietro di fronte alla loro opposizione. Il 6 maggio 1788, un ufficiale reale, il marchese d'Agoult, fu incaricato dal re su richiesta del ministro delle finanze, il cardinale de Brienne, di arrestare i consiglieri Duval d'Eprémesnil e Goislard de Montsabert, i capi della fronda che non rispettavano i principi dell'assolutismo regio.

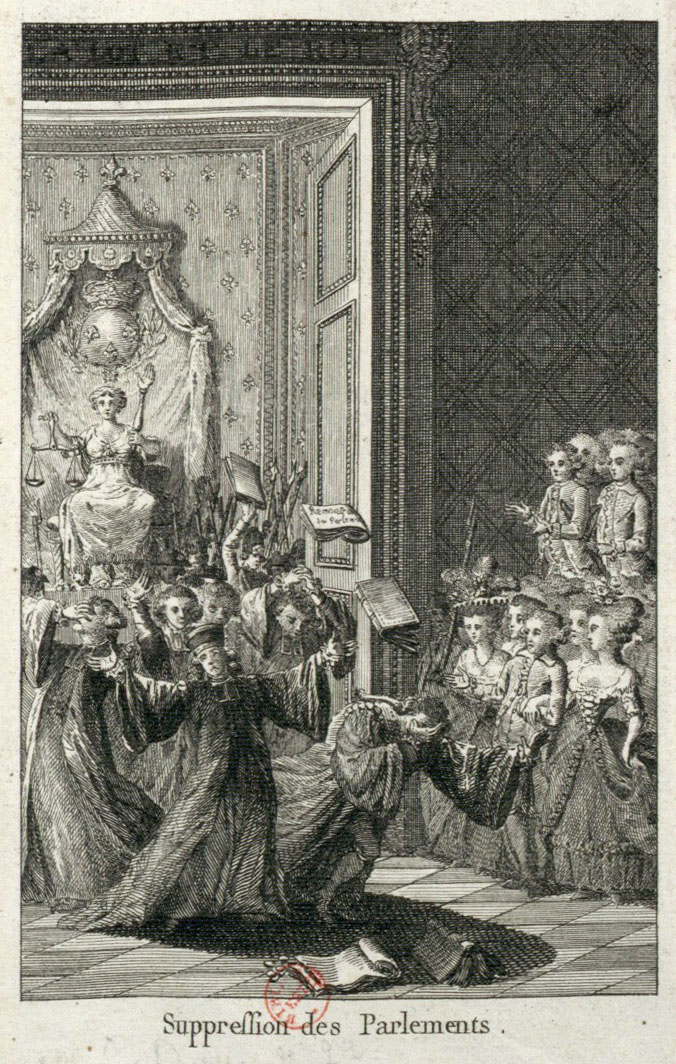
L'abolizione dei parlamenti, stampa del 1790

Occorrerà attendere la rivoluzione francese per risolvere definitivamente il problema del conflitto tra giurisdizione e sovranità politica. Impedendo ogni riforma, i parlamenti furono le prime vittime del potere rivoluzionario. Infatti, i parlamenti furono aboliti dall'Assemblea nazionale costituente il 6 settembre 1790 e i robins furono sostituiti da giudici di nomina statale senza cariche venali. Il comportamento dei parlamenti è uno dei motivi per cui, a partire dalla Rivoluzione francese, ai tribunali francesi è stato vietato dall'articolo 5 del codice civile francese di creare leggi e agire come organismi legislativi, il cui unico compito è quello di interpretare la legge. La Francia, attraverso il Codice napoleonico, fu all'origine del moderno sistema di diritto civile, in cui i precedenti non sono così potenti come nei paesi di diritto comune. L'origine della separazione dei poteri nel sistema giudiziario francese, senza alcuna regola precedente al di fuori dell'interpretazione della legge, senza un'unica corte suprema e senza controllo costituzionale delle leggi da parte dei tribunali fino al 1971 (per azione, prima che il Consiglio costituzionale francese creato nel 1958) e nel 2010 (eccezionalmente, davanti a qualsiasi tribunale) è solitamente ricondotto a quell'ostilità nei confronti del "governo dei giudici".

## Elenco dei parlamenti francesi

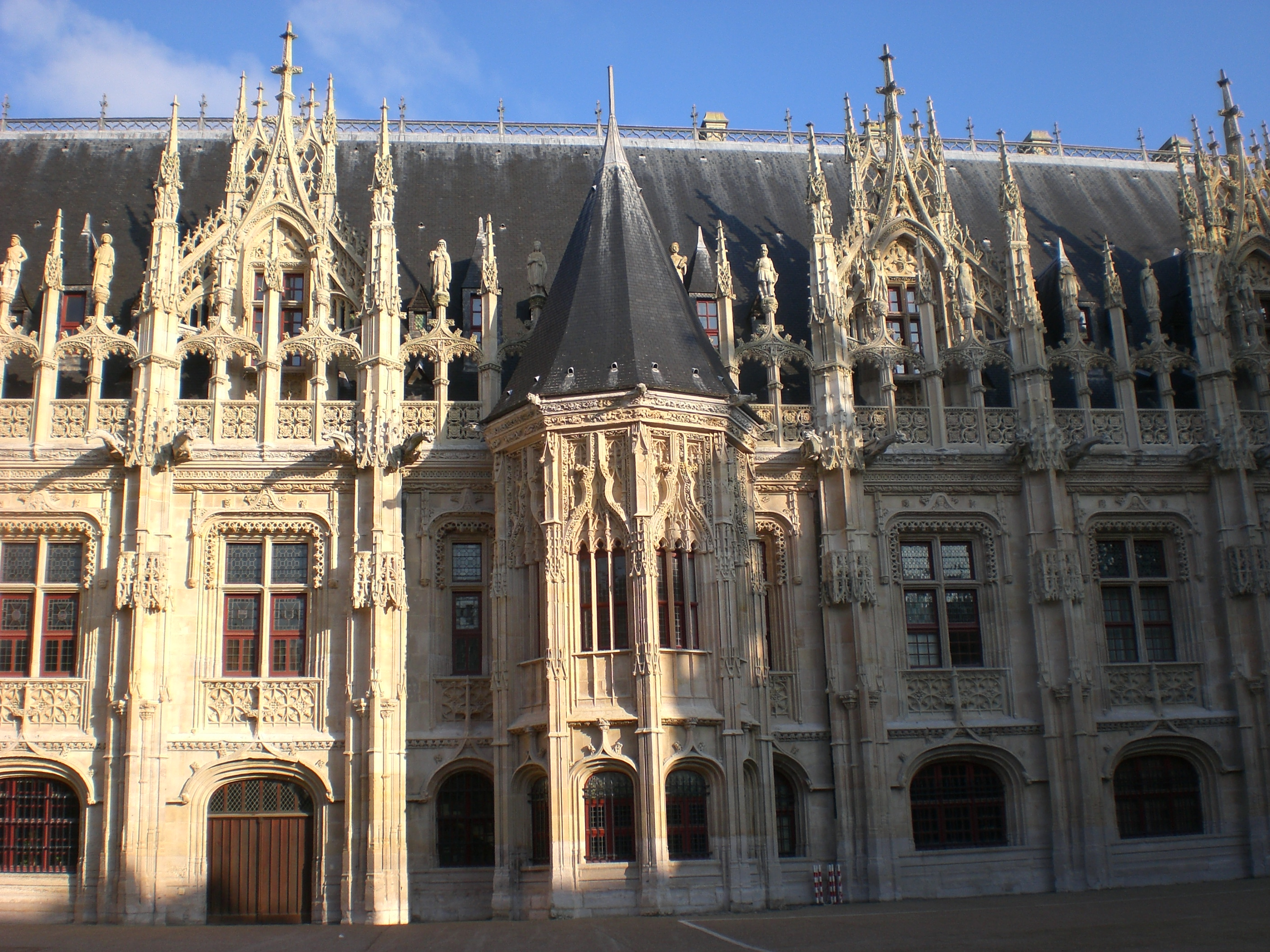
Il Palazzo di Giustizia di Rouen, sede dell'antico Parlamento di Normandia

A fronte di ogni parlamento l'anno in cui fu istituito.
- verso il 1250: Parlamento di Parigi
- 1422: Parlamento di Besançon, a Dole fino al 1676 (non francese alla sua creazione).
- 1443: Parlamento di Tolosa
- 1453: Parlamento di Grenoble
- 1462: Parlamento di Bordeaux, in esilio a Condom (attuale dipartimento del Gers), poi a Marmande (attuale dipartimento di Lot-et-Garonne) e La Réole (attuale dipartimento della Gironda) dal 1675 al 1690
- 1477: Parlamento di Digione
- 1499: Parlamento di Normandia, a Rouen
- 1501: Parlamento d'Aix (Parlamento di Provenza)
- 1553: Parlamento di Bretagna, alternativamente a Rennes, poi a Nantes (1557), Rennes (1561), in esilio a Vannes dal 1675 al 1690
- 1620: Parlamento di Pau
- 1623: Parlamento di Dombes, a Trévoux (attuale dipartimento dell'Ain)
- 1633: Parlamento di Metz
- 1668: Parlamento delle Fiandre, a Tournai (attualmente in Belgio), poi Cambrai (1709), poi Douai (1713)
- 1768: Parlamento di Nancy, fino al 1775